# Oflag II-B

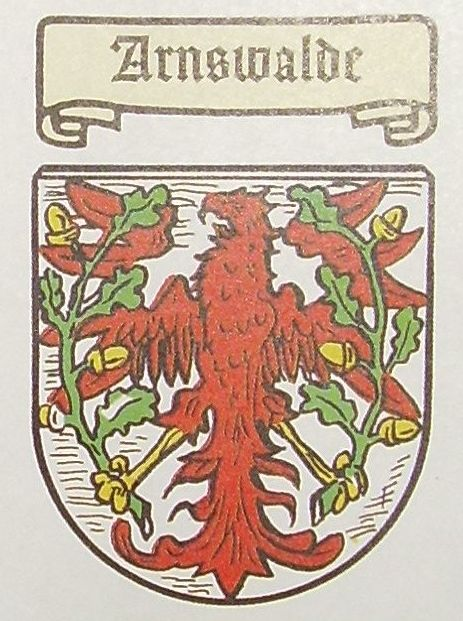
le blason de la ville.

L' Oflag II-B était un camp de prisonniers de guerre lors de la Seconde Guerre mondiale à Arnswalde.

## Historique
Ce camp pour officiers (Offizierlager) a été ouvert en 1939 dans une caserne dans la ville allemande d'Arnswalde, située en Poméranie, qui est devenue la ville polonaise de Choszczno à la fin de la Seconde Guerre Mondiale. Après l'invasion de la Pologne en septembre 1939, des officiers de l'armée polonaise y furent enfermés.  
Le 30 juin 1940, un groupe de  345 officiers et 140 hommes de troupe français, prisonniers lors de la bataille de France, y furent retenus captifs à leur tour. La méfiance mutuelle entre les deux groupes fut rapidement dépassée par la participation à des activités communes (les majors Vilmet au violoncelle, Hadangue à la flûte au sein de l'orchestre symphonique). Ces premiers prisonniers français d'Arnswalde furent transférés entre le 8 et le 10 novembre 1940 dans d'autres Oflags. 
À partir du 14 mai 1942, les prisonniers polonais du camp sont remplacés par d'autres officiers français venus de Gross Born, Oflag II-D, et les officiers polonais de Arnswalde les remplaceront.
Le 29 janvier 1945, les officiers furent emmenés vers l'ouest à pied, certains parcourront plus de 500 km. Le camp où il ne restait qu'une cinquantaine d'officiers malades fut libéré par les Russes quelque temps plus tard.
Cette caserne abrite aujourd'hui le 2e régiment des troupes polonaises.

## Chefs de camp
Le commandement polonais fut assuré :
- 6 novembre 1939 au 20 décembre, 1940 : le colonel Rudolf Kalenski ;
- 20 décembre 1940 au 28 septembre 1941 : le colonel Wojciech Tyczyński ;
- 28 septembre 1941 au 14 mai 1942 : le colonel Witold Dzierżykraj-Morawski.

Pour les Français :
- le colonel Neumann du 15 V au 31 VII 1942 ;
- le colonel Euler du 1 VII au 05 IX 1942 ;
- le major Berndt du 6 IX au 22 IX 1942.

Le commandement allemand du camp était assuré par :
- le colonel von Joachim Loebecke du 6 XI 1939 au 20 XII 1940 ;
- le major von Stietencron du 20 XII 1940 à avril 1941 ;
- le colonel von Muller d'avril 41 au 14 V 1942.

## Vie dans le camp
La bibliothèque française avait 20 000 volumes et la bibliothèque étrangère (anglais, allemand, italien, espagnol et même russe) avait 300 volumes ; des enseignements étaient délivrés comme la littérature, le droit, la philosophie, par Paul Ricœur notamment, les mathématiques,  par Jean Kuntzmann, les langues, la résistance des matériaux, la comptabilité, l'économie, etc. . L'écrivain Georges Hyvernaud décrit sa vie et celles de ses compagnons d'enfermement dans le recueil Carnets d'oflag. Pierre Flament a soutenu une thèse d'histoire, où il décrit en détail la vie à l'Oflag II-B.   D'autre part, Jean Fléchon et Louis Cousin ont décrit, dans des ouvrages, leurs souvenirs d'enfermement et leur errance à travers l'Allemagne d'Est en Ouest en 1945. Pierre Billotte s'évade et rejoint Londres et la France Libre en passant par Moscou. 
Un groupement liberté vit le jour en écho aux Forces françaises libres[réf. nécessaire]. Le camp fut évacué devant l'avance soviétique par des colonnes à pied, sur 1 500 km, vers l'Oflag IV-A.